# ديف ميرفي (لاعب كرة قاعدة)
ديف ميرفي (بالإنجليزية: Dave Murphy)‏ هو لاعب كرة قاعدة أمريكي، ولد في 4 مايو 1876 في آدامز في الولايات المتحدة، وتوفي بنفس المكان في 8 أبريل 1940.

## وصلات خارجية
- ديف ميرفي على موقعبيزبول رفرنس.كوم (الدوري الرئيسي) (الإنجليزية)
- ديف ميرفي على موقعبيزبول رفرنس.كوم (الدوري الثانوي) (الإنجليزية)